# Історії (Геродот)

Світ з точки зору Геродота.

«Історії» (дав.-гр. Ἱστορίαι, інакше «Музи») — книга грецького історика Геродота, перший повністю збережений історичний і взагалі прозовий твір у європейській літературі.

## Загальна характеристика

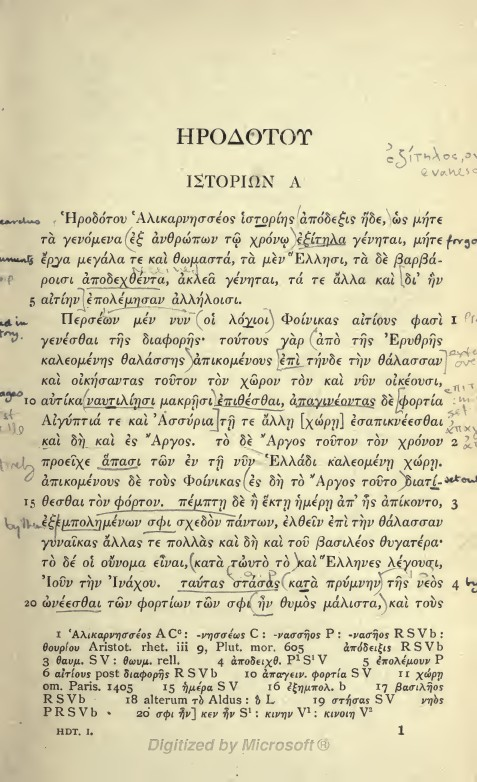
Текст «Historiae» виданий у 1908 році з позначками та підкресленнями невідомого читача

Твір Геродота — не історія у сучасному сенсі слова. Хоча основним сюжетом для неї стала історія греко-перських воєн (друга половина являє собою послідовну історичну розповідь про греко-перські війни, що закінчується на звістці про взяття еллінами Сеста в 479 р. до н. е.), автор принагідно створює справжню енциклопедію, що містить географічні, етнографічні, природно-історичні та літературні відомості. Перша половина містить в собі розповіді про піднесення Перського царства, про Вавилонію, Ассирію, Єгипет, Скіфію, Лівію та ін.

Єдність викладу досягається певною мірою і тим ще, що з перших слів і до кінця історик намагається простежити боротьбу між варварами і еллінами:
Геродот із Галікарнасу зібрав і записав ці відомості, щоб минулі події з плином часу не прийшли в забуття і великі і подиву гідні діяння як еллінів, так і варварів не залишилися в безвісності, особливо ж те, чому вони вели війни один з одним
Ця першорядна за своєю важливістю праця античної історіографії дійшла до нас у безлічі списків X—XV ст. на грецькій мові і була вперше опублікована (у перекладі на латину) Лоренцо Валлою в кінці XV ст. н. е.
Найдавніші рукописи X—XI століть відомі за так званим stirps Florentina. Рукописи XIV століття відомі по stirps Romana. Рукописи ці, вивезені візантійськими вченими в Західну Європу після взяття Константинополя турками в 1453 р., зберігаються нині у бібліотеках Риму, Флоренції, Мілана, Мадрида, Парижа, Оксфорда, Кембриджу, Гейдельберга та інших міст. Число їх досить значно, так у капітальному критичному виданні Р. Штейна (Берлін, 1869—1881) враховано 46 рукописів.
Крім того, на початку XX століття були знайдені папірусні уривки праці Геродота, що відносяться до I—III ст. н. е.
Однією з головних проблем, що постають перед дослідником, що вивчають спадщину цього грецького автора, стає питання про ті завдання, які ставилися при написанні цієї праці у цілому та того чи іншого логосу зокрема. Деякі історики, наприклад Едуард Фролов, вважають, що Геродот працював за строго продуманим планом, у зв'язку з чим вказують на наявність у нього «головної теми, що зводиться до зростання перської могутності та розвитку греко-перського конфлікту».
Однак такий антикознавець, як Соломон Лур'є, був переконаний, що праця Геродота спочатку була лише географічним та етнографічним описом земель, у яких він, багато подорожуючи, побував, і лише потім почав оформляти в ідейно цілісний твір. Підставою для такого припущення є та обставина, що сам Геродот надавав значення самостійних творів тим частинам своєї праці, які мають тематичну єдність. Він постійно посилається на окремі логоси: єгипетський, скіфський тощо, які, як і передбачає більшість дослідників, були написані ним до створення своєї універсальної праці.
Саме тому, як вважає Лур'є, основним завданням Геродота, крім опису греко-перських воєн, було «дати звіт про свою подорож із зазначенням найбільших і найголовніших споруд греків і варварів». Зокрема, Єгипту Геродот приділив більше уваги, ніж іншим країнам, «тому, що в цій країні більш дивовижного і вартого уваги порівняно з усіма іншими країнами».
Але тільки інтересом до «пам'яток» складно пояснити властивий Геродоту історизм: спробу дати, по-перше, хронологічно струнку, а по-друге, найбільш правдоподібну версію викладених подій. Щоправда, як зазначає Соломон Лур'є, Геродот не завжди міг побачити межу між казковим матеріалом, що належить до давніх часів, і історичним фактом найближчого часу — в обох випадках він, керуючись розумом, намагається вибрати найбільш правдоподібну версію. 
Геродот спираючись в основному на усну традицію, він часто просто не мав достовірних даних — особливо коли мова йшла про події сивої давнини. У зв'язку з цим опис Геродота значною мірою розходиться з даними пам'яток, що дало привід до суворої критики автора.
Однак, попри всі свої недоліки (зайву довіру до джерел, міфологічні та фольклорні елементи, відсутність достовірної хронології, пояснення історичних фактів дією ірраціональних сил), через об'єм і сам характер викладеного матеріалу «Історія» Геродота залишається неперевершеним джерелом з історії Ойкумени VI—V ст. до н. е.

## Критичні видання
- C. Hude (ed.) Herodoti Historiae. Tomvs prior: Libros I–IV continens. (Oxford 1908)
- C. Hude (ed.) Herodoti Historiae. Tomvs alter: Libri V–IX continens. (Oxford 1908)
- H. B. Rosén (ed.) Herodoti Historiae. Vol. I: Libros I–IV continens. (Leipzig 1987)
- H. B. Rosén (ed.) Herodoti Historiae. Vol. II: Libros V–IX continens indicibus criticis adiectis (Stuttgart 1997)
- N. G. Wilson (ed.) Herodoti Historiae. Tomvs prior: Libros I–IV continens. (Oxford 2015)
- N. G. Wilson (ed.) Herodoti Historiae. Tomvs alter: Libri V–IX continens. (Oxford 2015)

## Переклади

### Англійські
- Herodotus. Histories / translated by Cary, H. 1849.
- Herodotus. Histories / translated by ranslated by Rawlinson, G. 1858
- Herodotus. Histories / translated by Macaulay, G.C. 1904.
- Herodotus. Histories / translated by Godley, Alfred Denis. Cambridge, 1920–1925.
- Herodotus. Herodotus / translated by Carter, Harry. 1958.
- Herodotus. The Histories / translated by Grene, D. 1985.
- Herodotus. The Histories / translated by Blanco, Walter; Roberts, J.T. 1992.
- Herodotus. The Histories / translated by Waterfield, R. 1998.
- Herodotus. The Histories / translated Strassler, Robert B. 2007.
- Herodotus. The Histories / translated Holland, Tom. The Penguin Group. 2013.
- Herodotus. The Histories / translated by Mensch, Pamela. with notes by James Romm. 2014

### Російські
- Геродот. История в 9 книгах / перевод Ф. Г. Мищенко. Изд. 2-е, испр., доб. в предисл. и снабженное картами. Москва, 1888.
- Геродот. История (в 9 томах) / перевод Г. А. Стратановского. Москва, 1972.

### Німецькі
- Herodot. Historien. Zwei Bände. Griechisch–deutsch. Herausgegeben von Josef Feix (Sammlung Tusculum). 7. Auflage. Berlin: Akademie-Verlag, 2011.
- Herodot. Historien. Deutsche Gesamtausgabe. Stuttgart: Kröner, 2017.

### Українські
- Геродот. Історії в дев'яти книгах / переклад з давньогрецької А. Білецького. — Київ : Наукова думка, 1993.